# Rhinoblemma unicorne
Rhinoblemma unicorne is een spinnensoort in de taxonomische indeling van de Tetrablemmidae.
Het dier behoort tot het geslacht Rhinoblemma. De wetenschappelijke naam van de soort werd voor het eerst geldig gepubliceerd in 1963 door Roewer.